# Sielsowiet Zabałaccie (obwód witebski)
Sielsowiet Zabałaccie (biał. Забалацкі сельсавет, ros. Заболотский сельсовет) – sielsowiet na Białorusi, w obwodzie witebskim, w rejonie orszańskim, z siedzibą w Zasłonauce.

## Demografia
Według spisu z 2009 sielsowiet Zabałaccie zamieszkiwało 2848 osób, w tym 2614 Białorusinów (91,78%), 191 Rosjan (6,71%), 26 Ukraińców (0,91%), 4 Polaków (0,14%), 2 Ormian (0,07%), 2 Żydów (0,07%), 2 osoby innych narodowości i 7 osób, które nie podały żadnej narodowości.

## Geografia i transport
Sielsowiet położony jest na Wysoczyźnie Orszańskiej, części Grzędy Białoruskiej, w środkowej części rejonu orszańskiego i na zachód od stolicy rejonu Orszy. Graniczy z miastami Orsza i Barań..
Przez sielsowiet przebiegają droga magistralna M1, droga republikańska R15 oraz zachodnia obwodnica Orszy. W jego granicach biegną linie kolejowe Moskwa – Mińsk – Brześć oraz Orsza – Lepel.

## Miejscowości
- agromiasteczka:
  - Star
  - Zabałaccie
- wsie:
  - Arłouszczyna
  - Dacznaja
  - Daużanicy
  - Hornaja Wierawojsza
  - Hrabianiowa
  - Łamaczyna
  - Niżniaja Wierawojsza
  - Nowaje Chorabrawa
  - Padhajszczyna
  - Puzyrowa
  - Staroje Chorabrawa
  - Tatarsk
  - Turawiczy
  - Zajcawa
  - Zasłonauka